# HD 31331
HD 31331，又名BD+00 893，SAO 112206、HR 1574，是一颗恒星，视星等为5.99，位于銀經198.22，銀緯-25.45，其B1900.0坐标为赤經4h 49m 42.5s，赤緯+0° -25.45′ 19″。